# 赤不苏镇
赤不苏镇，是中华人民共和国四川省阿坝藏族羌族自治州茂县下辖的一个乡镇级行政单位。2019年12月，撤销雅都镇、曲谷乡，设立赤不苏镇，以原雅都镇和原曲谷乡所属行政区域为赤不苏镇的行政区域。

## 行政区划
赤不苏镇下辖以下地区：
河坝村、河西村、色尔窝村、河东村和二不寨村。

## 中国传统村落
2013年8月，四瓦村四组被评为第二批中国传统村落。